# Strabomantis zygodactylus
Espèce
Synonymes
- Eleutherodactylus zygodactylus Lynch & Myers, 1983
- Craugastor zygodactylus (Lynch & Myers, 1983)

Statut de conservation UICN

 LC  : Préoccupation mineure
Strabomantis zygodactylus est une espèce d'amphibiens de la famille des Craugastoridae.

## Répartition
Cette espèce est endémique de l'Ouest de la Colombie. Elle se rencontre entre 230 et 800 m d'altitude dans les départements d'Antioquia, de Risaralda, de Chocó et de Valle del Cauca.

## Description
Les mâles mesurent de 39,6 à 54,1 mm et les femelles de 76,5 à 83,8 mm.

## Publication originale
- Lynch & Myers, 1983 : Frogs of the fitzingeri group of Eleutherodactylus in eastern Panama and Chocoan South America (Leptodactylidae). Bulletin of the American Museum of Natural History, vol. 175, no 5, p. 481-568 (texte intégral).